# Amtsgericht Weiler-Lindenberg

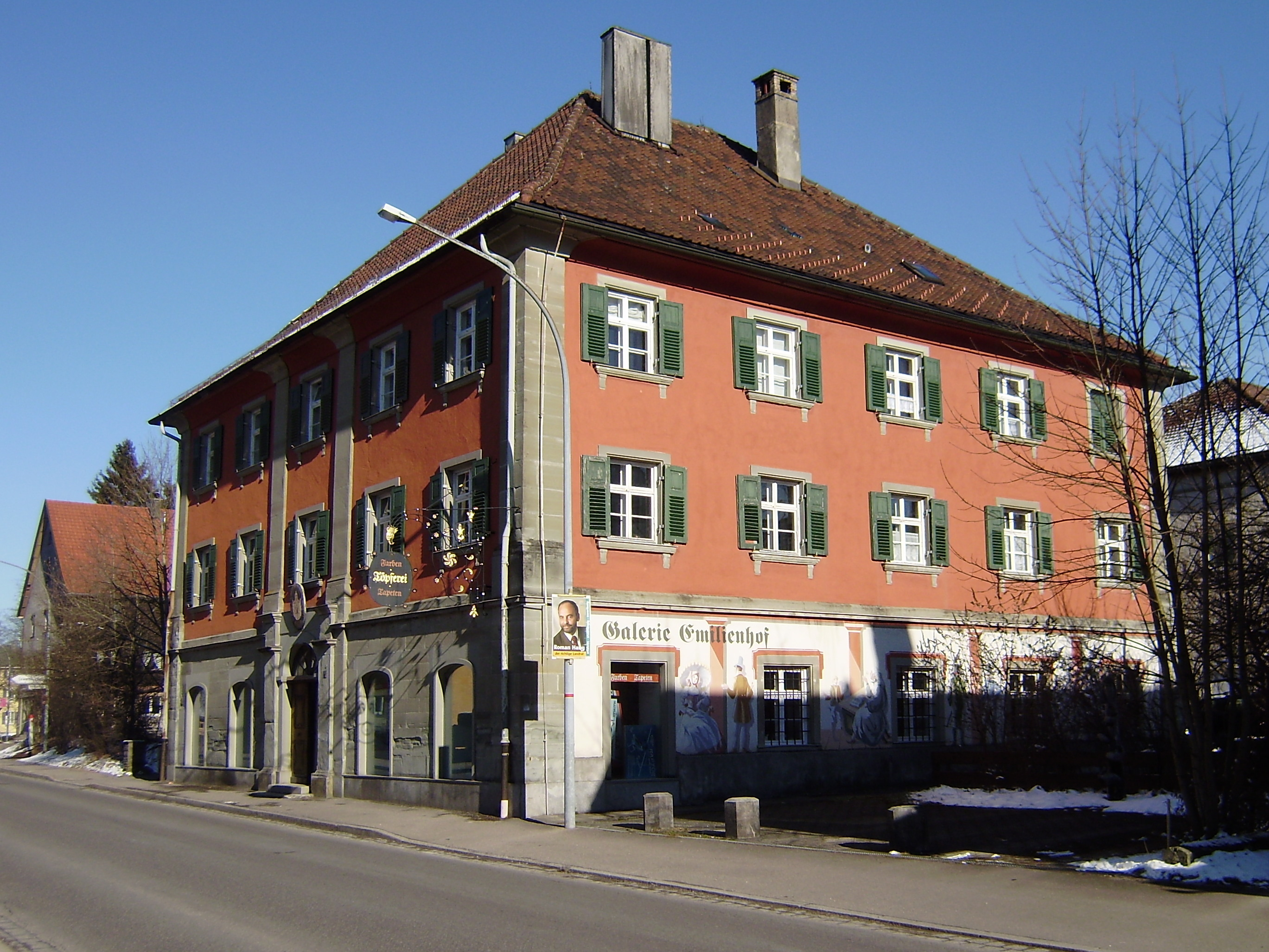
Ehemaliges Amtsgericht Weiler-Lindenberg, 2008

Das Amtsgericht Weiler-Lindenberg war ein von 1879 bis 1970 bestehendes bayerisches Gericht der ordentlichen Gerichtsbarkeit mit Sitz in Weiler im Allgäu (ab 1968 Gemeinde Weiler-Simmerberg).

## Geschichte
Mit Inkrafttreten des Gerichtsverfassungsgesetzes am 1. Oktober 1879 wurde ein Amtsgericht in Weiler gebildet, dessen Sprengel identisch mit dem vorherigen Landgerichtsbezirk Weiler war. Nach dem Ersten Weltkrieg wurde aus dem Amtsgericht Weiler das Amtsgericht Weiler-Lindenberg. Nach dem Zweiten Weltkrieg wurde am 18. Mai 1946 von den französischen Besatzungsbehörden ein Landgericht in Lindau als Gericht der zweiten Instanz für den Bayerischen Kreis Lindau gegründet, der als Bindeglied der französischen Besatzungszonen in Österreich und Deutschland einen besonderen staatsrechtlichen Status hatte und dem die Amtsgerichte Lindau und Weiler-Lindenberg zugeordnet waren. Als Revisionsinstanz war das Oberlandesgericht Tübingen vorgesehen. Am 1. September 1955 kehrte Lindau per Gesetz („Lex Lindau“) offiziell nach Bayern zurück. Allerdings wurde eine sieben Monate dauernde Übergangszeit vereinbart und das Konstrukt endete förmlich am 27. März 1956. Das Landgericht Lindau sowie das Verwaltungsgericht Lindau und das Arbeitsgericht Lindau wurden mit Ablauf des 31. März 1956 aufgehoben. Die Bezirke der Amtsgerichte Lindau und Weiler-Lindenberg wurden mit dem gleichen Zeitpunkt dem Landgericht Kempten zugewiesen.
Am 1. Januar 1970 kam es zur Aufhebung des Amtsgerichts Weiler-Lindenberg, dessen Bezirk nun dem Amtsgericht Lindau (Bodensee) zugeteilt wurde.

## Gerichtsgebäude
Das Gebäude des ehemaligen Amtsgerichts Weiler-Lindenberg war eine ehemalige Kattunfabrik, dann königlich bayerisches Landgericht. Es ist ein dreigeschossiger Walmdachbau mit Pilastergliederung von 1802. Es steht unter Denkmalschutz (Akten-Nr. D-7-76-129-1).